# Toward the Within
Albums de Dead Can Dance
Into the Labyrinth
(1993) Spiritchaser
(1996)
Toward the Within est le titre du premier album live officiel (disque et vidéo) enregistré par le groupe Dead Can Dance. Le disque est sorti le 24 octobre 1994 sous le numéro de catalogue DAD4015 chez 4AD.

## Description
Lisa Gerrard et Brendan Perry ont toujours interprété beaucoup de chansons inédites lors de leurs tournées. Cet enregistrement de concert en témoigne bien, puisque parmi les 15 titres qu'il contient (5 clips vidéos en bonus sur le DVD), 4 seulement étaient déjà publiés sur des albums studio antérieurs (Cantara, Song of the Sybil, Yulunga, The Wind that Shakes the Barley).
Parmi les autres chansons, quelques-unes seront incluses en 1995 sur le premier album solo de Lisa Gerrard, The Mirror Pool. Il s'agit de Persian Love Song, Tristan, Sanvean et Gloridean (un 16e titre disponible uniquement sur le DVD)
Les chansons de Brendan Perry I Can See Now et American Dreaming donnent un léger avant-goût du style plus blues que Perry adoptera pour son album solo Eye of the Hunter, en 1999.
I am Stretched on your Grave est une reprise de Sinéad O'Connor.
Toward the Within a été enregistré en une prise en novembre 1993 au Mayfair Theatre à Santa Monica (Californie), peu de temps avant que l'édifice ne soit endommagé par un tremblement de terre (et démoli). La vidéo a été filmée par Mark Magidson et contient des entretiens avec Lisa Gerrard et Brendan Perry, de même qu'un vidéo-clip de "Yulunga (Spirit Dance)", constitué d'extraits du film Baraka, sur lequel Magidson avait d'ailleurs travaillé.
La vidéo a été incluse intégralement dans le DVD bonus du coffret rétrospectif 1981-1998, sorti en 2002.

## Morceaux de l'album
1. Rakim
2. Song of the Sybil
3. I Can See Now
4. American Dreaming
5. Cantara
6. The Wind That Shakes the Barley
7. I Am Stretched on Your Grave
8. Desert Song
9. Oman
10. gloridean
11. Tristan
12. Sanvean (en)
13. Don't Fade Away[3]